# Жилка (організоване злочинне угруповання)
«Жилка» — організоване злочинне угруповання (ОЗУ), що діяло з кінця 1970-х до середини 2000-х років на території Казані (республіка Татарстан) та інших регіонів Росії.

## Історія створення
ОЗУ «Жилка» отримала свою назву від казанського мікрорайону Житломайданчик. Основною її бригадою був так званий "Хайдерівський двір", названий на прізвисько її лідера Хайдара Закірова ("Хайдера") (11 жовтня 1962 - 26 серпня 1996), який і став згодом ватажком "Жилки". Бригада стала одним із найжорстокіших і дисциплінованих угруповань Казані. Неодноразово проводилися показові побиття членів угруповання, що провинилися. Зайва ініціатива не заохочувалася: так, одного з членів угруповання, яке без практичних підстав вбило двох жінок і дитини, його товариші вбили самі. «Жилковські» одними з перших стали обзаводитися вогнепальною зброєю.
В епоху так званого «казанського феномену» угруповання, яке в 1980-і роки ще було звичайною молодіжною бандою, запам'яталося бійкою на Глибокому озері з представниками банди «Бруд»: у побоїщі брали участь до 60 різних дрібних банд з обох боків, проте сама бійка не відбулася завдяки втручанню міліції, яка заарештувала кілька десятків хуліганів.
Поступово угруповання увібрало в себе близько 20 дрібних бригад з того ж мікрорайону Житломайданчик і перетворилося на велике організоване злочинне співтовариство.